# David Heath
David William Heath (16 de febrero de 1969) es un luchador profesional estadounidense conocido bajo el nombre de Gangrel y Vampire Warrior y en la actualidad trabaja en All Elite Wrestling.

## Carrera

### Comienzos
Heath comenzó su carrera entrenando con Dean Malenko en Florida. Cuando su entrenamiento terminó, empezó a trabajar en diferentes empresas de Florida. En Independent Professional Wrestling (IPW) ganó el IPW Tag Team Championship antes de cambiarse a Stampede Wrestling, donde hizo pareja con Tom Nash, se llamaban "The Blackhearts", con Heath y Nash competían con máscaras y se llamaban "Destruction" y "Apocalypse" respectivamente. Luego ganaron el Stampede International Tag Team Championship.
A principios de los años 90, The Blackhearts se unieron con la esposa de Nash, Luna; lucharon en "Joel Goodhart's Tri-State Wrestling", en Herb Abrams' Universal Wrestling Federation, y finalmente en Giant Baba y All Japan Pro Wrestling, donde se separaron. Durante ese tiempo el matrimonio de Nash y Luna no funcionó y Heath y Luna se involucraron románticamente. Eventualmente se casaron en Halloween de 1994. En World Wrestling Federation (WWF), donde Luna trabajaba en ese tiempo, hicieron un espacio para hacer el segmento de "Wedding to a Vampire" (Casándose con un vampiro).
Luego de la desaparición de The Blackhearts, Heath y Luna desarrollaron el gimmick Vampire Warrior, inspirado por la película The Lost Boys, luego luchó en varias empresas, incluyendo a United States Wrestling Association. Bajo este nombre ganó USWA Southern Championship y el premio Rookie of the Year de Pro Wrestling Illustrated en 1993.
En 1995, Heath apareció en Extreme Championship Wrestling (ECW) por un corto periodo, donde tuvo un feudo con Tommy Dreamer, por Luna.

### World Wrestling Federation (1998 - 2001)
En 1998, Heath fue contratado por World Wrestling Federation (WWF), donde los escritores Bruce Prichard y Vince Russo le dieron el papel de un vampiro. A Heath le dieron el nombre de Gangrel, que se deriva de Vampire: The Masquerade. En la entrada llegaba con una copa de (aparentemente) sangre y luego se tomaba un poco, y lo escupía en el aire.
El 16 de agosto de 1998, Gangrel hizo su debut por televisión, en un episodio de Sunday Night Heat, y salió victorioso en la pelea contra Scott Taylor. Estuvo invicto durante varios meses en su carrera por WWF.
Luego hizo un grupo gótico llamado The Brood, con Edge y Christian. The Brood fue conocido por sus baños de sangre, donde la luz se iba por un momento y cuando volvía, sus víctimas estaban cubiertas de sangre. Eventualmente necesitaban a un manager y secuestraron a Debra y con el poder de la hipnosis la convirtieron en un vampiro y eventualmente se unieron con Undertaker y su grupo Ministry of Darkness, pero el grupo fue destruyéndose por la popularidad de The Brood.
Gangrel tuvo una de sus primeras opurtunidades por títulos en el Royal Rumble de 1999. Él lucho contra el miembro de D-Generation X, X-Pac por el WWF European Championship, lucha que perdió, luego esa noche participó en el Royal Rumble y de nuevo el siguiente año.
Luego de separarse de Ministry of Darkness, The Brood comenzó un feudo con Hardy Boyz y su mánager Michael Hayes. Durante el feudo Gangrel se puso en contra de Edge y Christian y se fue con Matt y Jeff Hardy. El llamó al grupo The New Brood. Terri Runnels también empezó a mostrar interés en Hardy Boyz, sin embargo ellos escogieron a ella sobre él. Luego de la separación de The New Brood, Gangrel se hizo un luchador individual. En 2000 llevó a Luna (su esposa) como mánager hasta que fue despedida. Gangrel siguió trabajando en WWF hasta su despido en 2001, por problemas de peso.

### Entre la WWE y el Circuito Independiente (2004-2007)
Entre 2004 y 2007 Heath trabajó en World Wrestling Entertainment, donde hizo algunas apariciones en 2004, regresando como empleado de John "Bradshaw" Layfield teniendo un feudo contra Undertaker (Bradshaw y Gangrel eran miembros de Ministry), sin resultados. En 2005 Heath volvió a WWE, en Ohio Valley Wrestling. En 2006, Heath apareció en el nuevo programa de WWE, ECW, con el nuevo grupo vampiro Kevin Thorn y Ariel. WWE no lo puso en el roster principal por sus problemas de peso. El 21 de septiembre luchó en Deep South Wrestling contra Tommy Suede. Siguió luchando en DSW y lo pusieron en el roster principal. El 18 de enero de 2007, Heath Fue despedido.
El 10 de diciembre de 2007, participó en un 15-man battle royal por el 15 aniversario de WWE Raw, pero fue eliminado por Al Snow.

### Circuito Independiente (2008-presente)
Gangrel lucha ahora en North American Wrestling (NAW) con el nombre de Vampire Warrior. Gangrel aún lucha para All Star Promotions en Inglaterra. En 2009, Heath fue introducido al Hulkamania Australian Tour event. Haciendo pareja con Black Pearl, perdiendo contra The Nasty Boys en una Street Fight. Gangrel actualmente trabaja en Wrestling Fan Xperience (WFX).

### All Elite Wrestling (2020)
Gangrel hizo su debut en All Elite Wrestling el 7 de noviembre de 2020 durante el combate Elite Deletion en un esfuerzo de ayuda para Sammy Guevara, aunque tuvieron que pasar 18 meses para que realmente haga su debut en el episodio de AEW Rampage del 27 de mayo de 2022, donde fue traicionado por The Young Bucks y fue rescatado por The Hardy Boyz.

## Carrera en filmes para adultos
Heath firmó un contrato de 12 películas para "New Porn Order" con su nombre Vampire Warrior. Su debut fue en Miami Rump Shakerz 2.

## Vida personal
Se ha casado tres veces, primero con su amor de secundaria, Laura, con quien tuvo dos hijos, David Jr. y Donovan, más tarde con su compañera luchadora Luna Vachon. Se divorciaron en 2006, pero de acuerdo con Heath siguen siendo amigos. Heath también es padrino de un niño que nació en Halloween de 2006. Se casó con Kiara Dillon en Las Vegas el 13 de junio de 2008.
Heath declara "haber vuelto a nacer como cristiano" y de hecho fue bautizado junto a Luna Vachon por el devoto luchador Nikita Koloff en una convención de Athletes International Ministry.
Heath tuvo una estrecha amistad con Chris Benoit. En una entrevista con respecto a la tragedia de la familia Benoit, respetuosamente declaró:

"Yo sé que él la amó mucho. No puedo decir que habrá pasado por su mente, yo sé que en verdad fue una buena persona y uno de los pocos sujetos al que le diría 'Hombre, te quiero.' Tuve un lazo especial con Chris. No estuve ahí. No sé que pasó. Él la amó, quería mucho a su hijo. La gente estalla. No creo que haya tenido que ver con los esteroides u otra cosa. Debieron haber sido otros demonios. Si hubiera sido un basurero que entró y asesinó a su familia, hubiera estado un tabloide en una página, pero tuvo que ser alguien en el estrellato a quién los niños idolatraban. Fue otra apuñalada en la industria de la lucha libre y la gente va a hacer apuñaladas en lo que sea que haga dinero. Es triste, es el punto final. Eso es lo que es".

## En lucha
- Movimientos finales
  - Impaler DDT[1] (Lifting DDT)
  - Dragon sleeper[11]
  - Cloverleaf[12]

- Movimientos de firma
  - Blood Spit (Asian mist)
  - Boston crab
  - Múltiples running elbow drops
  - Varios tipos de suplex:
    - Fisherman[1]
    - Side belly to belly
    - Trapping

  - Swinging neckbreaker
  - Standing powerbomb[1]
  - Sleeper hold
  - STF

- Managers
  - Luna Vachon
  - Bert Prentice
  - Kiara Dillon

- Luchadores dirigidos
  - The Brood (Edge & Christian)
  - Hardy Boyz (Jeff & Matt)

## Campeonatos y logros
- All Pro Wrestling
  - APW Tag Team Championship (1 vez) - con Billy Blade
- All-Star Championship Wrestling
  - ACW Heavyweight Championship
- European Wrestling Promotion
  - EWP World Heavyweight Championship (1 vez)
  - EWP Ironman Hardcore Knockout Tournament - 2003
- IPWA
  - IPWA Tag Team Championship (2 veces) - con Rusty Brooks
- Maximum Pro Wrestling
  - MXPW Heavyweight Championship (1 vez)
- Not Rated Pro Wrestling
  - NRPW World Tag Team Championship (6 veces) - con Tommy Gunn (4), Mule (1) y Craig Valentine (1)
- NWA Florida
  - NWA Florida Tag Team Championship (1 vez) - con Tom Nash
- Pro Wrestling Illustrated
  - PWI Rookie of the Year - 1993
- Stampede Wrestling
  - Stampede International Tag Team Championship (1 vez) - con Tom Nash
- Tri-State Wrestling Alliance
  - TWA Tag Team Championship (1 vez) - con Blackheart Apocalypse
- United States Wrestling Association
  - USWA Southern Heavyweight Championship (1 vez)
- Otros Títulos
  - USWF Tag Team Championship (1 vez) - con Tom Nash
  - NWL Heavyweight Championship